# Pisandre (oligarque)
Pour les articles homonymes, voir Pisandre (homonymie).
Pisandre, en grec Πείσανδρος, est un oligarque athénien du Ve siècle avant J.-C.
C'est l'un des principaux chefs de la révolution aristocratique qui abolit le gouvernement populaire à Athènes et établit l’oligarchie des Quatre-Cents (411 av. J.-C.).

## Source
« Pisandre (oligarque) », dans Pierre Larousse, Grand dictionnaire universel du XIXe siècle, Paris, Administration du grand dictionnaire universel, 15 vol., 1863-1890 [détail des éditions].